# Lucas Malcotti
Lucas Malcotti (né le 9 janvier 1995 à Sion) est un escrimeur suisse.
Membre de la société d'escrime de Sion, il s'illustre pour la première fois à haut niveau professionnel lors des championnats suisses seniors 2012 où il rentre dans l'équipe sédunoise pour remplacer Sébastien Lamon et où il contribuera à la 14e place de son équipe. Lors de cette édition il se hissera sur la 3e marche du podium individuel après avoir battu Georgi Natchov, Niggeler Michele et Philippe Oberson. Il devra finalement s'incliner largement contre le numéro 2 suisse Fabian Kauter.

## Biographie
Il est en couple avec l'ancienne skieuse alpine Charlotte Chable.

## Club
- Société d'escrime de Sion

## Palmarès
- Championnats du monde
  -  Champion du monde 2018 à l'épée par équipe
  -  Championnat du monde 2019 à l'épée par équipe

- Jeux mondiaux militaires
  -  Médaille de bronze à l'épée individuelle en 2019

- Championnats suisses

Ligue A
- -  Champion suisse à l'épée individuelle en 2018
  -  Champion suisse à l'épée individuelle en 2016
  -  Champion suisse par équipe épée homme en 2019
  -  vice-champion suisse par équipe épée homme en 2018
  -  3e épée par équipe homme en 2017
  -  3e épée individuel aux Championnats suisses d'escrime 2012 à Zoug.
  -  3e épée individuel aux Championnats suisses d'escrime 2015 à Zoug.

Ligue B
- -  2e en lnB à l'épée par équipe en 2013
  -  3e en lnB à l'épée par équipe en 2015

- Catégorie Junior (M 20) :
  - champion suisse junior à l'épée individuelle en 2014
  - 2e par équipes Junior à l'épée en 2014

- Catégorie Cadet (M 17) :
  - 1er Suisse Cadet individuel en janvier 2011 à Zoug et en mars 2012 à Bienne et par équipes en 2012 à Bienne.
  - 1er Suisse par équipes en 2011 à Zoug.

- Coupe du monde

- Catégorie Juniors (M20) :
  -  1er à l'épée par équipe en 2015 à la coupe du monde junior à Udine.